# Альварес, Хоэль
Йоэль Альварес Гонсалес (англ. Joel Álvarez González; род. 2 марта 1993 год, Хихон, Астурия, Испания) — испанский боец смешанного стиля, выступающий под эгидой UFC в лёгкой весовой категории.

## Биография
Альварес родился в Хихоне, Испания, 2 марта 1993 года и провел детство в районе промышленного парка Пумарин. Когда ему было 18 лет, он начал заниматься смешанными единоборствами в местном спортзале, спортивном центре Тибета, а затем дебютировал в нескольких турнирах.

## Карьера

### Ранняя карьера
Альварес начал выступать профессионально с 2013 года, и в основном сражался в своей родной Испании и набрал рекорд 15-1 за первые пять лет своей карьеры. Он был непобежденным в испанском промоушене Ansgar Fighting League (AFL), где он был чемпионом в легком весе, после победы над бразильцем Хулио Сезаром Алвесом сабмишеном во втором раунде.

### Ultimate Fighting Championship
В своем дебютном бою Альварес встретился с Дамиром Исмагуловым 23 февраля 2019 года на турнире UFC Fight Night: Błachowicz vs. Santos.  Он проиграл бой единогласным решением судей.
Альварес встретился с Данило Беллуардо 1 июня 2019 года на UFC Fight Night: Gustafsson vs. Smith. Он выиграл бой техническим нокаутом во втором раунде.
Альварес встретился с Джозефом Даффи 15 июля 2020 года на турнире UFC Fight Night 172. Он выиграл бой, проведя удушающий прием в первом раунде.
Альварес встретился с Александром Яковлевым 24 октября 2020 года на UFC 254. На взвешивании Альварес весил 159,5 фунтов, что на три с половиной фунта больше лимита легкого веса для нетитульного боя. Бой проходил в промежуточном весе, и он был оштрафован на 30% своего гонорара, который достался его противнику Яковлеву. Альварес выиграл бой болевым приемом в первом раунде.
Альварес должен был встретиться с Христосом Гиагосом 15 мая 2021 года на турнире UFC 262. Однако в начале мая Альварес был снят с боя из-за предполагаемых проблем с визой, и был заменен Шоном Сориано.
Альварес встретился с Тиагу Мойзесом 13 ноября 2021 года на турнире UFC Fight Night 197. На взвешивании Альварес весил 157,5 фунтов, что на полтора фунта больше лимита для легкого боя без титула. Бой проходил в промежуточном весе, и Альварес был оштрафован на 30% своего гонорара, который достался Моисесу. Альварес выиграл бой техническим нокаутом в первом раунде.
Альварес встретился с Арманом Царукяном 26 февраля 2022 года на турнире UFC Fight Night 202. Он проиграл бой техническим нокаутом во втором раунде.
Альварес должен был встретиться с Зубайрой Тухуговым 14 февраля 2023 года на турнире UFC 284. Однако Альварес снялся с мероприятия по неизвестным причинам, и его заменил новичок промоушена Элвес Бренер.
Альварес встретился с Марком Диакисе 22 июля 2023 года на турнире UFC Fight Night 224. Он выиграл бой удушающим приемом во втором раунде.
Альварес должен был встретиться с Людовитом Кляйном 2 марта 2024 года на турнире UFC Fight Night 238. Однако Альварес снялся по неизвестным причинам и был заменен Эй Джей Каннингемом.
Альварес должен был встретиться с Матеушем Рембеки 27 апреля 2024 года на турнире UFC on ESPN 55. Однако Альварес снялся с боя по неизвестным причинам.
Альварес встретился с Эльвесом Бренером 3 августа 2024 года на турнире UFC on ABC 7. Он выиграл бой техническим нокаутом в третьем раунде. Этот бой принес ему первый бонус «Выступление вечера».
Альварес встретился с Драккаром Клозе 14 декабря 2024 года на турнире UFC on ESPN 63. Он выиграл бой нокаутом в первом раунде.

## Статистика в профессиональном MMA
| Боёв 25  | Побед 22 | Поражений 3 |
| -------- | -------- | ----------- |
| Нокаутом | 5        | 2           |
| Сдачей   | 17       | 0           |
| Решением | 0        | 1           |

| Результат | Рекорд | Соперник              | Способ                              | Турнир                                      | Дата             | Раунд | Время | Место                                | Примечание                                       |
| --------- | ------ | --------------------- | ----------------------------------- | ------------------------------------------- | ---------------- | ----- | ----- | ------------------------------------ | ------------------------------------------------ |
| Победа    | 22–3   | Драккар Клозе         | KO (колено в прыжке и удары руками) | UFC on ESPN: Ковингтон vs. Бакли            | 14 декабря 2024  | 1     | 2:48  | Тампа, Флорида, США                  |                                                  |
| Победа    | 21–3   | Элвес Бреннер         | TKO (удары)                         | UFC on ABC: Sandhagen vs. Nurmagomedov      | 3 августа 2024   | 3     | 3:36  | Абу-Даби, ОАЭ                        | «Выступление вечера» (1)                         |
| Победа    | 20–3   | Марк Диакези          | Сдача (д'Арс)                       | UFC Fight Night: Aspinall vs. Tybura        | 22 июля 2023     | 2     | 4:26  | Лондон, Англия                       |                                                  |
| Поражение | 19–3   | Арман Царукян         | TKO (удары)                         | UFC Fight Night: Makhachev vs. Green        | 26 февраля 2022  | 2     | 1:57  | Лас-Вегас, Невада, США               |                                                  |
| Победа    | 19–2   | Тиагу Мойзес          | TKO (удары локтями)                 | UFC Fight Night: Holloway vs. Rodríguez     | 13 ноября 2021   | 1     | 3:01  | Лас-Вегас, Невада, США               | Бой в промежуточном весе, Альварес не сделал вес |
| Победа    | 18–2   | Александр Яковлев     | Сдача (Армбар)                      | UFC 254                                     | 24 октября 2020  | 1     | 3:00  | Абу-Даби, ОАЭ                        | Бой в промежуточном весе, Альварес не сделал вес |
| Победа    | 17–2   | Джозеф Даффи          | Сдача (гильотина)                   | UFC Fight Night: Figueiredo vs. Benavidez 2 | 19 июля 2020     | 1     | 2:25  | Абу-Даби, ОАЭ                        |                                                  |
| Победа    | 16–2   | Данило Беллуардо      | TKO (удары)                         | UFC Fight Night: Gustafsson vs. Smith       | 1 июня 2019      | 2     | 2:22  | Стокгольм, Швеция                    |                                                  |
| Поражение | 15–2   | Дамир Исмагулов       | Единогласное решение                | UFC Fight Night: Błachowicz vs. Santos      | 23 февраля 2019  | 3     | 5:00  | Прага, Чехия                         |                                                  |
| Победа    | 15–1   | Раду Максим           | Сдача (треугольник)                 | AFL 17                                      | 24 ноября 2018   | 1     | 4:29  | Лангрео, Испания                     | Завоевал титул чемпиона AFL в лёгком весе        |
| Победа    | 14–1   | Жулио Сезар Алвес     | Сдача (д'Арс)                       | AFL 16                                      | 29 сентября 2018 | 2     | 1:02  | Вальядолид, Испания                  | Бой в промежуточном весе                         |
| Победа    | 13–1   | Александр Рибейро     | Сдача (треугольник)                 | AFL 15                                      | 5 мая 2018       | 1     | 4:17  | Сан-Себастьян, Испания               |                                                  |
| Победа    | 12–1   | Кевин Дэниел Дельгадо | Сдача (гильотина)                   | AFL 14                                      | 17 марта 2018    | 1     | 0:26  | Лас-Пальмас-де-Гран-Канария, Испания |                                                  |
| Победа    | 11–1   | Франциско Гонсалес    | Сдача (гильотина)                   | AFL 13                                      | 14 октября 2017  | 1     | 1:59  | Хихон, Испания                       |                                                  |
| Победа    | 10–1   | Джексон Полеза        | Сдача (треугольник)                 | AFL 12                                      | 3 июня 2017      | 1     | 1:57  | Барселона, Испания                   |                                                  |
| Победа    | 9–1    | Энтони Мюллер         | TKO (удары)                         | Fight Night Series 2                        | 18 марта 2017    | 1     | 0:33  | Монтрё, Швейцария                    |                                                  |
| Победа    | 8–1    | Монсеф Эд Дукани      | Сдача (анаконда)                    | MMA Casino Fights: Álvarez vs. Ed Doukani   | 8 октября 2016   | 1     | 1:45  | Хихон, Испания                       |                                                  |
| Победа    | 7–1    | Хосе Луис Браво       | Сдача (треугольник)                 | MMA Casino Fights: Álvarez vs. Bravo        | 8 июля 2016      | 1     | 0:49  | Хихон, Испания                       |                                                  |
| Победа    | 6–1    | Карлос Вильяр         | Сдача (армбар)                      | MMA España: Bandog Challenge 3              | 12 июня 2015     | 1     | 4:20  | Хихон, Испания                       |                                                  |
| Поражение | 5–1    | Али Абдулхаликов      | KO (удар ногой с разворота)         | M-1 Challenge 56                            | 10 апреля 2015   | 1     | 0:34  | Москва, Россия                       | Вернулся в лёгкий вес                            |
| Победа    | 5–0    | Грэм Тёрнер           | Сдача (гильотина)                   | Rage in the Cage 3                          | 21 марта 2015    | 3     | N/A   | Пейсли, Шотландия                    | Бой в полулегком весе                            |
| Победа    | 4–0    | Хосе Луис Браво       | Сдача (треугольник)                 | MMA España: Desafio Burgos Profight 2015    | 7 марта 2015     | 1     | 3:20  | Бургос, Испания                      |                                                  |
| Победа    | 3–0    | Хельсон Энрикес       | Сдача (Анаконда)                    | International Pro Combat 6                  | 26 января 2015   | 1     | 1:23  | Лиссабон, Португалия                 |                                                  |
| Победа    | 2–0    | Хикам Рахид           | Сдача (треугольник)                 | MMA España: Bandog Challenge 2              | 12 апреля 2014   | 1     | 2:01  | Хихон, Испания                       |                                                  |
| Победа    | 1–0    | Арац Гармендия        | Сдача (треугольник)                 | Txurdinaga Sutan: Pro Boxing & MMA          | 28 декабря 2013  | 1     | 3:19  | Бильбао, Испания                     |                                                  |